# Hrozňatov
Hrozňatov (německy Kinsberg, do roku 1948 Starý a Nový Kynšperk) je vesnice, část města Cheb ve stejnojmenném okrese v Karlovarském kraji. Nachází se asi 6,5 kilometru jižně od Chebu. Hrozňatov leží v katastrálním území Starý Hrozňatov o rozloze 7,71 km².

## Historie
První písemná zmínka  o obci pochází z roku 1217, kdy byl uváděn Henricus de Kiensperg.
V letech 1938 až 1945 byla obec (v důsledku uzavření Mnichovské dohody) přičleněna k nacistickému Německu.

## Obyvatelstvo
Při sčítání lidu v roce 1921 zde žilo 902 obyvatel, z nichž byli dva Čechoslováci, 857 bylo Němců a 43 cizinců. K římskokatolické církvi se hlásilo 878 obyvatel, k evangelické 22 obyvatel a dva byli bez vyznání.
| Rok            | 1869 | 1880 | 1890 | 1900  | 1910  | 1921 | 1930  | 1950 | 1961 | 1970 | 1980 | 1991 | 2001 | 2011 | 2021 |
| -------------- | ---- | ---- | ---- | ----- | ----- | ---- | ----- | ---- | ---- | ---- | ---- | ---- | ---- | ---- | ---- |
| Počet obyvatel | 997  | 969  | 844  | 1 041 | 1 078 | 902  | 1 132 | 321  | 233  | 226  | 174  | 145  | 169  | 183  | 209  |
| Počet domů     | 141  | 141  | 144  | 143   | 148   | 145  | 162   | 98   | 62   | 59   | 50   | 61   | 71   | 82   | 82   |

## Obecní správa
Hrozňatov vznikl k 1. dubnu 1980 jako částí města Cheb ve stejnojmenném okrese.
Nový Hrozňatov: Při sčítání lidu v letech 1850–1978 Nový Hrozňatov byl osadou obce Starý Hrozňatov v okrese Cheb. Od 1. ledna 1979 do 29. února 1980 byl částí města Cheb ve stejnojmenném okrese. Evidenční část obce byl zrušen 1. března 1980.
Starý Hrozňatov: Při sčítání lidu v letech 1850–1978 Starý Hrozňatov byl samostatnou obcí v okrese Cheb. Od 1. ledna 1979 do 31. března 1980 byl částí města Cheb ve stejnojmenném okrese.

## Pamětihodnosti
- Hrozňatovský zámek vznikl složitým stavebním vývojem. Jeho nejstarším předchůdcem byl románský hrad ze dvanáctého století, který byl sídlem chebských ministeriálů. V roce 1322 ho získal král Jan Lucemburský a postupně se v držení hradu vystřídala řada majitelů. V šestnáctém století byl hrad renesančně přestavěn. Na konci třicetileté války byl dobyt a obsazen švédským vojskem. Válkou poničený hrad byl obnoven v barokním slohu, ale dochovaná podoba pochází až z novogotické přestavby ve druhé polovině devatenáctého století.[11]
- Maria Loreta
- Kostel Nejsvětější Trojice
- křížová cesta